# 吕光攻龟兹之战
吕光攻龟兹之战，前秦建元十九年（383年）十月至次年，前秦骁骑将军吕光率军攻西域龟兹（今新疆库车）获胜的作战。

## 概述
建元十八年（382年）九月，车师前部王弥窴、鄯善王休密驮到前秦国都长安（今西安西北），朝见前秦天王苻坚，请前秦像汉朝一样设立都护统治西域，并请求作为向导，讨伐西域没有归附的国家。苻坚任命骁骑将军吕光为使持节、都督西域征讨诸军事，与凌江将军姜飞、轻车将军彭晃、将军杜进和康盛等人率10万（一说7万）大军讨伐西域。阳平公苻融认为大军万里远征，得不尝失。苻坚不纳。
建元十九年（383年）吕光自长安出发，苻坚在建章宫送行。加封休密驮为使持节、散骑常侍、都督西域诸军事、宁西将军，弥窴为使持节、平西将军、西域都护，率领本国军队作为吕光向导。吕光进至焉耆，焉耆王泥流投降，只有龟兹王白纯据城抵抗。吕光命部众在龟兹城南集中，每5里设一营，挖战壕、筑高垒，吕光指挥军队攻城，到次年七月，龟兹向狯胡求救。狯胡王派弟弟呐龙，侯将馗率骑兵20余万，集中温宿和尉头等国軍队共70多万救龟兹。西域各国部众弓马便利，善于使矛，铠甲坚硬，箭射难入，战斗力强。吕光认为敌众我寡，各营相隔，力量分散，不利抗敌。于是令各营聚于一地，操练勾锁之法，派精骑随时补充各个缺口。双方在龟兹都城之西展开决战，吕光军大胜，斩杀万余。白纯急忙带着珍宝出城逃走，投降的王侯有30余国。吕光军入城，发现龟兹建筑布局模仿长安，宫室壮丽。西域各国畏惧吕光的威名，竞相贡奉归附。吕光远征西域的胜利，为之后建立后凉政权奠定了基础。